# كاماكان
كاماكان بلدية في ولاية باهيا في المنطقة الشمالية الشرقية من البرازيل.